# James LaBrie
Kevin James LaBrie, född 5 maj 1963 i Penetanguishene, Ontario, är en kanadensisk sångare, mest känd som medlem i bandet Dream Theater.

## Biografi
James LaBrie föddes 1963 i Penetanguishene, Ontario, Kanada och började sjunga och spela trummor redan som femåring. Under sina tonår var han medlem i många olika band och 1981, vid 18 års ålder, flyttade han till Toronto för fortsatta musikstudier. Där blev han medlem i glamrockbandet Winter Rose, som 1987 släppte ett självbetitlat album. 
1991 fick han höra att det då ganska okända metalbandet Dream Theater sökte en ny sångare. Han skickade in en demo, bandmedlemmarna blev imponerade och tog snabbt in honom för audition i New York. Det gick bra för honom, och han valdes ut bland 200 andra till att bli sångare i Dream Theater. Då en person i bandet redan hette Kevin, valde LaBrie att skippa sitt förstanamn och ta artistnamnet James LaBrie.
1993 blev han tillfrågad av Iron Maiden att ersätta Bruce Dickinson som just lämnat bandet, men tackade nej till erbjudandet.
James har utöver sin karriär i Dream Theater gjort flera soloprojekt, bland annat Mullmuzzler och albumet Elements of Persuasion vilket släpptes 29 mars 2005. Han har även medverkat på Frameshifts debutalbum Unweaving the Rainbow, och på Ayreons album The Human Equation.

## Diskografi (urval)
Studioalbum med Dream Theater
- 1989 – When Dream and Day Unite
- 1992 – Images and Words
- 1994 – Awake
- 1995 – A Change of Seasons
- 1997 – Falling Into Infinity
- 1999 – Metropolis Part 2: Scenes from a Memory
- 2002 – Six Degrees of Inner Turbulence
- 2003 – Train of Thought
- 2005 – Octavarium
- 2007 – Systematic Chaos'
- 2009 – Black Clouds & Silver Linings
- 2011 – A Dramatic Turn of Events
- 2013 – Dream Theater
- 2016 – The Astonishing
- 2019 – Distance Over Time
- 2021 - A View From The Top Of The World
- 2025 - Parasomnia

Mullmuzzler
- 1999 – Keep It to Yourself
- 2001 – Mullmuzzler 2

James LaBrie (soloabum)
- 2005 – Elements of Persuasion
- 2010 – Static Impulse
- 2013 – Impermanent Resonance
- 2022 – Beautiful Shade of Grey